# التسلسل الزمني للزواج المثلي
تتضمن هذه المقالة التسلسل الزمني للأحداث الهامة المتعلقة بالزواج المثلي والاعتراف القانوني بالأزواج المثليين في جميع أنحاء العالم. يبدأ بتاريخ الارتباطات المثلية خلال العصور القديمة، والتي تألفت من ارتباطات اتخذت أشكالًا مختلفة بين العلاقات غير الرسمية والمؤقتة، والارتباطات ذات الطقوس المهمة، وصولًا إلى الزواج المثلي المعترف به من قبل الدولة في العصر الحديث. ذُكرت الأحداث المتعلقة بزواج المثليين والتي أصبحت قانونية في بلد ما أو في ولاية بلد بالخط العريض.

## ملخص القرن الحادي والعشرين
يسرد الجدول الموجز أدناه بالترتيب الزمني الدول ذات السيادة (الدول الأعضاء في الأمم المتحدة بالإضافة إلى تايوان) التي شرعت زواج المثليين. كانت قد شرعت 34 دولة الزواج المثلي بحلول 2023.
فيما يلي التواريخ عندما جرت الموافقة على الزيجات بين الأزواج المثليين. يشير التاريخ الأولي إلى تاريخ الموافقة في الولاية القضائية الفرعية الأولى (الولاية أو المقاطعة أو الدولة التأسيسية)، والثاني هو تاريخ الإتمام لجميع الولايات القضائية، دون احتساب الأقاليم الخارجية أو- في حالة الولايات المتحدة- الولايات القضائية القبلية شبه السيادية. يشير الخط الفاصل (-) إلى أن الزواج المثلي ليس قانونيًا (حتى الآن) في جميع الولايات القضائية، كما هو الحال بالنسبة لمملكة هولندا، إذ لم تشرع الدول التأسيسية لأروبا وكوراساو وسانت مارين الزواج المثلي بعد.

## ما قبل القرن العشرين
- 1061: حصل زواج مثلي رسمي بين بيدرو دياز ومونيو فانديلاز في بلدية غاليسيا في رايريث دي فيغا في إسبانيا في 16 أبريل. زوجهما كاهن في كنيسة صغيرة، وعثر على الوثائق التاريخية حول حفل زفاف الكنيسة في دير سان سلفادور دي سيلانوفا.[1]
- 1781: سُجن جينس أندرسون من النرويج، والذي حُدد جنسه كأنثى عند الولادة لكنه يعرف نفسه كذكر، وقُدم للمحاكمة بعد أن «تزوج» من آن كريستين مورتنسدوتر في كنيسة لوثرية. كان الرد عندما سُئل عن نوعه/نوعهم الاجتماعي أنه «يعتقد بأنه ينتمي لكليهما».[2]
- 1834: تزوجت آن ليستر الملقبة «بأول مثلية في العصر الحديث» من آن ووكر (صاحبة الأرض) في كنيسة الثالوث المقدس في غودرامغيت في يورك.[3][4]

## تسعينيات القرن العشرين
1901
- تمكنت مارسيلا غراسيا وإليسا سانشيز من الزواج بشكل قانوني في قرجيطة في إسبانيا. اعتمدت إليسا هوية ذكورية تحت اسم ماريو سانشيز للزواج من مارسيلا، وتمكنتا بذلك من خداع السلطات. ظهرت الحقيقة في النهاية وانتشرت قضيتهم في العديد من الصحف في جميع أنحاء أوروبا، لذا اضطرتا إلى الفرار إلى الأمريكتين لتجنب الاعتقال.[5]

1929
- اعتمد مؤتمر حول التنوع الجنسي والجندري نظمته مفوضية الشعب للصحة بعد إلغاء تجريم المثلية الجنسية في الاتحاد السوفييتي، قرارًا يدعو إلى الاعتراف رسميًا بالزواج المثلي بشرط موافقة طبيب نفسي. لم يُتبنّ القرار ليصبح قانونًا وأعاد الاتحاد السوفيتي تجريم المثلية الجنسية في عام 1933 في عهد جوزيف ستالين.[6]

## ستينيات القرن العشرين
1963
- نظمت الناشطة المثلية السويدية فيفي أستروي وشريكتها مارتا حفل زفاف رمزي بحضور حوالي 50 ضيفًا في إحدى قاعات الولائم في مطعم كالارين دروفان في ستوكهولم، وقد ترأس حفل الزفاف صديق مثلي الجنس.[7]

## سبعينيات القرن العشرين
1970
- 18 مايو: تقدم الناشطان المثليان جاك بيكر ومايكل ماكونيل من الولايات المتحدة بطلب للحصول على رخصة زواج في مقاطعة هينيبين في مينيسوتا، ولكن كاتب المحكمة رفضها.[8] أصدرت مقاطعة بلو إيرث لهما ترخيصًا في أغسطس 1971.[9] أعلن مساعد كبير القضاة غريغوري أندرسون في نهاية المطاف أن الزواج (3 سبتمبر) «صحيح من جميع النواحي» ما جعله أول زواج مثلي «مسجل» في الملفات العامة لأي حكومة مدنية.

1971
- 15 أكتوبر: حكمت المحكمة العليا في مينيسوتا في قضية بيكر ضد نيلسون بأن رفض كاتب المحكمة في مقاطعة هينيبين إصدار رخصة زواج لجاك بيكر ومايكل ماكونيل في عام 1970 لم ينتهك دستور الولايات المتحدة. قبلت المحكمة العليا الأمريكية استئنافهم لكنها رفضت الدعوى في عام 1972.[10][11] عُدت هذه القضية سابقة حتى عام 2015. لم يبطل أي من القرارين الترخيص الصادر في مقاطعة بلو إيرث.[12]

1973
- 1 يناير: أصبحت ولاية ماريلاند أول ولاية في الولايات المتحدة تحظر زواج المثليين قانونًا.[13] انضمت ولايات أخرى إلى ولاية ماريلاند في حظر زواج المثليين قانونًا في العقدين التاليين، لتصل إلى مجمل الولايات الأمريكية تقريبًا بحلول عام 1994.

1974
- 20 مايو: كانت الدعوى القضائية سينجر ضد هارا التي رفعها جون إف سنجر وبول بارويك بعد رفض طلبهما للحصول على رخصة زواج في مبنى إدارة مقاطعة كينج في سياتل،[14] في واشنطن في 20 سبتمبر 1971، وانتهت برفض إجماعي من قبل محكمة استئناف ولاية واشنطن.[15]

1975
- 26 مارس: أصدرت كاتبة مقاطعة بولدر كليلا روريكس، أول رخصة زواج مثلي في الولايات المتحدة. أصدرت في الشهر التالي خمسة تراخيص أخرى لزواج المثليين. أجّل المدعي العام لمقاطعة لوبدر التراخيص التي أصبحت باطلة. لم يصل الأمر إلى القضاء ولم تُبطل الزيجات الست أبدًا.[16][17]

1979
- يونيو: تبنت هولندا مخطط «التعايش غير المسجل» كقانون مدني في قانون الإيجارات، لتصبح أول دولة في العالم يمكن فيها للأزواج المثليين التقدم بطلب للحصول على حقوق محدودة.[18]

## ثمانينيات القرن العشرين
1984
- 4 ديسمبر: أقر مجلس مدينة بيركلي سياسة الشراكة المحلية لتقديم مزايا التأمين لموظفي المدينة ذوي العلاقات المثلية، ما جعل بيركلي أول مدينة في الولايات المتحدة تنجز بذلك.[19]

1985
- 25 مارس: أصبحت ويست هوليود أول مدينة أمريكية تسن سجل شراكة محلي مفتوح لجميع مواطنيها.[20][21]

1989
- 27 أغسطس: كتب أندرو سوليفان أول مقال رئيسي في الولايات المتحدة يدعو إلى منح المثليين حق الزواج، نُشر في ذا نيو ريببلك.[22]
- 1 أكتوبر: أصبحت الدنمارك أول دولة في العالم تعترف قانونًا بالزيجات المثلية، بعد أن أعطت مارجريت الثانية من الدنمارك الموافقة الملكية على مشروع قانون يقنن «الشراكات المسجلة» في تصويت 71-47.[23][24]